# Michael Ballhaus
Michael Ballhaus (Berlin, 1935. augusztus 5. – Berlin, 2017. április 12.) német operatőr.

## Munkássága
Ballhaus először Rainer Werner Fassbinderrel való munkájai révén nyert elismerést, melyek között megtaláljuk a Petra Von Kant keserű könnyei (1972), a Sátánfajzat és a Kínai rulett (mindkettő 1976) című filmeket.
Dolgozott továbbá számos amerikai filmben: a Lidérces órák (1985), A pénz színe (1986), a Krisztus utolsó megkísértése (1988), a Nagymenők (1990), Az ártatlanság kora (1993) a New York bandái (2002) és A tégla (2006) című produkciók mind Martin Scorsese rendezései. Emellett olyan filmek szerepelnek még hosszú filmográfiájában, mint az Azok a csodálatos Baker fiúk, Drakula, Az elnök különgépe, a Dolgozó lány vagy a Vírus.
Ballhaust három alkalommal jelölték Oscar-díjra, azonban nem sikerült elnyernie a díjat.
Fia, Florian, szintén operatőr.

## Filmjei
- Whity (1970)
- Óvakodj a szent kurvától (1971)
- Petra von Kant keserű könnyei (1972)
- Tetthely (1973)
- Martha (1974)
- A szabadság ököljoga (1974)
- Küsters mama az égbe megy (1975)
- Csak azt akarom, hogy szeressetek engem (1976)
- Kínai rulett (1976)
- Sátánfajzat (1976)
- Despair - Utazás a fénybe (1978)
- Németország ősszel (1978)
- Maria Braun házassága (1979)
- Lili Marleen (1981)
- Józan őrület (1983)
- Szívrablók (1984)
- Vakmerő (1984)
- Lidérces órák (1985)
- Az ügynök halála (1985)
- A pénz színe (1986)
- A telihold alatt (1986)
- A híradó sztárjai (1987)
- Üvegfigurák (1987)
- Dolgozó lány (1988)
- Ház a Carroll Street-en (Titkok háza) (1988)
- Krisztus utolsó megkísértése (1988)
- A Riviéra vadorzói (1988)
- Azok a csodálatos Baker fiúk (1989)
- Képeslapok a szakadékból (1990)
- Nagymenők (1990)
- Feketelistán (1991)
- Isten nem ver Bobbal (1991)
- Drakula (1992)
- A mambó királyai (1992)
- Az ártatlanság kora (1993)
- Nemcsak azt akarom, hogy szeressenek (1993)
- Bármit megteszek (1994)
- Kvíz Show (1994)
- Vírus (1995)
- Sleepers - Pokoli lecke (1996)
- Az elnök különgépe (1997)
- A nemzet színe-java (1998)
- A 13. emelet (1999)
- Wild Wild West – Vadiúj vadnyugat (1999)
- Bagger Vance legendája (2000)
- A nőfaló ufó (2000)
- New York bandái (2002)
- Minden végzet nehéz (2003)
- Nagydumás kiscsajok (2003)
- A tégla (2006)
- Szemtől szemben (2008)
- Berlin (2009)